# Inversa de Drazin
Em matemática, e em particular em álgebra linear, a inversa de Drazin, nomeada devido a Michael Drazin, é um tipo de inversa generalizada de uma matriz.
Considere-se {\displaystyle A} sendo uma matriz quadrada. O índice de {\displaystyle A} é o inteiro não negativo {\displaystyle k} tal que o posto de {\displaystyle A^{k+1}} seja igual ao posto de {\displaystyle A^{k}}. A inversa de Drazin de {\displaystyle A} é a única matriz {\displaystyle A^{D}} que satisfaz
{\displaystyle A^{k+1}A^{\text{D}}=A^{k},\quad A^{\text{D}}AA^{\text{D}}=A^{\text{D}},\quad AA^{\text{D}}=A^{\text{D}}A.}
A inversa de Drazin de uma matriz de índice 1 é chamada de grupo inverso.

## Desenvolvimentos
Um novo algoritmo foi apresentado para a determinação da inversa generalizada e da inversa de Drazin de uma matriz polinomial. Tal algoritmo é baseado na transformação de Fourier discreta e por este motivo é computacionalmente rápido em contraste a outros algoritmos conhecidos. Foi implementado na linguagem de programação Mathematica.